# Multidentorhodacarus sogdianus
Multidentorhodacarus sogdianus är en spindeldjursart som först beskrevs av V.P. Shcherbak 1980.  Multidentorhodacarus sogdianus ingår i släktet Multidentorhodacarus och familjen Rhodacaridae. Inga underarter finns listade i Catalogue of Life.